# 奉祝曲 組曲「太陽の国」
『奉祝曲 組曲「太陽の国」』（ほうしゅくきょく くみきょく「たいようのくに」）とは、2009年（平成21年）11月12日に皇居前広場にて執り行なわれた「天皇陛下御即位二十年をお祝いする国民祭典」で披露された奉祝曲である。

## 概要
作詞：秋元康、作曲：岩代太郎、演奏：東京都交響楽団、歌唱：EXILEで、全三部から成る組曲である。EXILEは、前回の「天皇陛下御即位十年をお祝いする国民祭典」でのYOSHIKIに引き続き、若者にも人気のアーティストをとの理由から起用となった。
当初は2009年（平成21年）11月12日の公演限りの予定であったが、CD化の声が多数寄せられ、2010年（平成22年）5月19日に発売されることとなった。なお、このCDの収益は第125代天皇（上皇）に倣って、若手研究者の支援として日本学術振興会・人間文化研究機構・自然科学研究機構に寄付される。
このCDは、オリコンチャートをはじめとした音楽ランキングには反映されない。

## 曲目
| 全作曲: 岩代太郎。 |                                      |           |            |      |
| #                  | タイトル                             | 作詞      | 作曲・編曲 | 時間 |
| 1.                 | 「第一部「太陽の種」」(オーケストラ) |           | 岩代太郎   | 3:13 |
| 2.                 | 「第二部「太陽の芽」」(ダンス)       |           | 岩代太郎   | 2:56 |
| 3.                 | 「第三部「太陽の花」」(歌)           | 秋元康    | 岩代太郎   | 7:06 |
| 合計時間:          | 合計時間:                            | 合計時間: | 13:15      |      |

## 関連書籍
- 『太陽の国』（講談社、2010年4月6日、ISBN 9784062161305）
- 『皇室 Our Imperial Family 平成22年春 第46号』（扶桑社、2010年3月、ISBN 9784594606107）